# Dolina Hińczowa

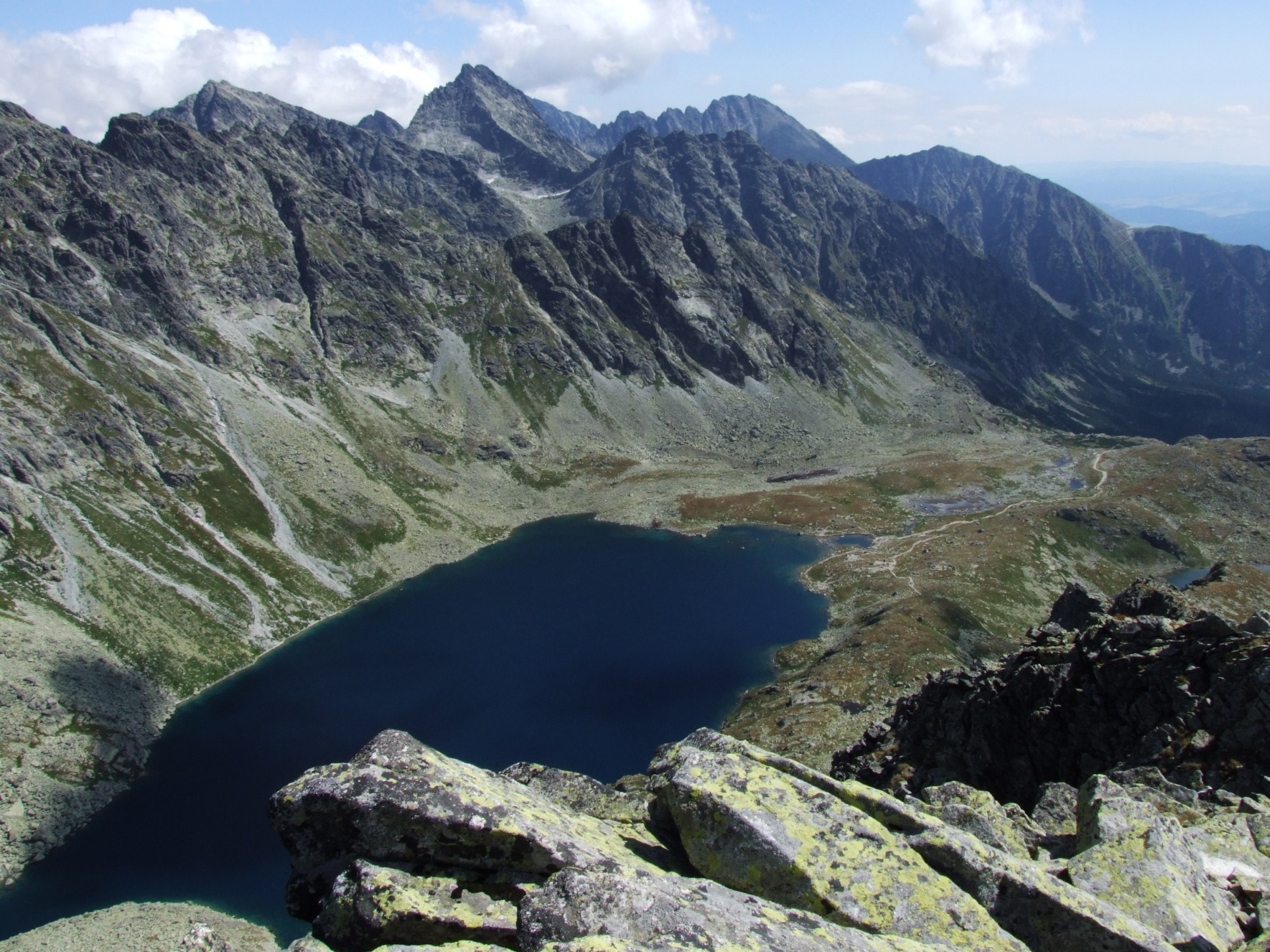
Dolina Hińczowa widziana z Koprowego Wierchu

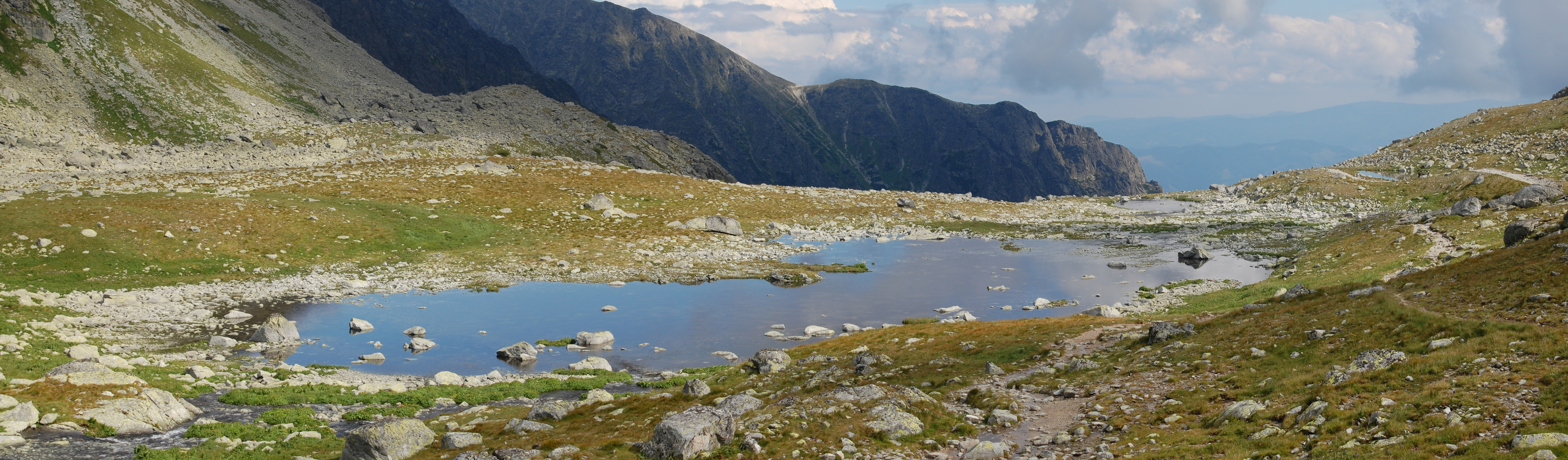
Hińczowe Oka

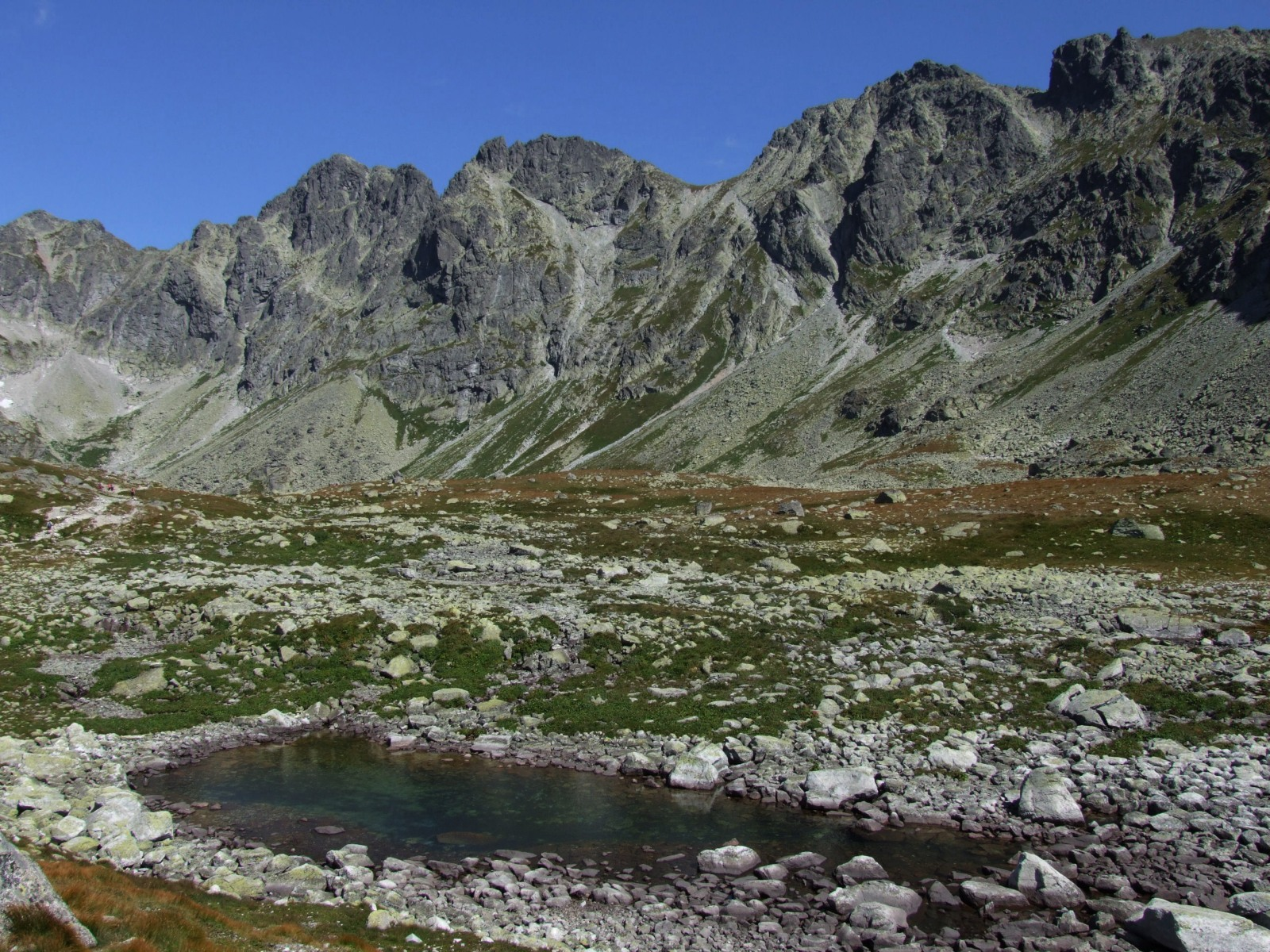
Dolina Hińczowa i Hińczowe Oka

Dolina Hińczowa (niem. Kessel des Hinzensees, Hinzenseekessel, słow. Hincova dolina, węg. Hincó-tó-katlan) – dolina tatrzańska położona na terenie Słowacji, boczne odgałęzienie Doliny Mięguszowieckiej (Mengusovská dolina). Stanowi środkową część tej doliny.

## Topografia
Granice Doliny Hińczowej tworzą:
- od północnego wschodu główna grań Tatr na odcinku od Cubryny po Hińczowy Zwornik,
- od wschodu – odgałęziająca się od Hińczowego Zwornika grań Wołowca Mięguszowieckiego,
- od północnego zachodu grań od Cubryny do Koprowego Wierchu,
- od południowego zachodu – grań od Koprowego Wierchu w kierunku Wyżniej Koprowej Przełęczy. Jeszcze przed nią od masywu Koprowego Wierchu do dna Doliny Mięguszowieckiej opada grzęda z Hińczową Kopką. Za nią ciągnie się skalisto-trawiasty wał oddzielający Dolinę Hińczową od Dolinki Szataniej[2].

## Geologia i rzeźba terenu
Dolina jest pochodzenia lodowcowego. Wyrzeźbiona została w skałach krystalicznych. Jej dno tworzy rumowisko głazów porośniętych miejscami niską murawą, w której dominuje sit skucina. Od południowej strony dolinę podcina wysoki próg skalny, którym przed tysiącami lat spływały lodowce, tworząc na tym progu kaskady seraków. Wysuwa się z niego ku południowi silnie ogładzona przez lodowce bula zwana Zwyżką (1866 m), a progiem wspina się zygzakami szlak turystyczny. Powyżej Zwyżki pochyłe płyty również wygładzone przez lodowiec.

## Stawy
Na obszarze Doliny Hińczowej znajduje się największy i najgłębszy staw słowackiej części Tatr – Wielki Hińczowy Staw (Veľké Hincovo pleso) (1946 m n.p.m., ok. 20,1 ha i 53,7 m głębokości), z którego wypływa Hińczowy Potok (Hincov potok). Poniżej Hlińskiej Przełęczy, w rynnie dyslokacyjnej łączącej się z Dolinką Szatanią znajduje się Mały Staw Hińczowy. W dolinie położone są także niewielkie, okresowo wysychające Hińczowe Oka (Hincove oká).

## Szlaki turystyczne
– przez całą długość doliny prowadzi niebieski szlak rozpoczynający się przy Drodze Wolności i stacji kolei elektrycznej Popradské pleso i wiodący wzdłuż potoku Krupa nad Popradzki Staw, stąd dalej nad Wielki Hińczowy Staw i na Koprową Przełęcz.
- Czas przejścia od stacji do Popradzkiego Stawu: 1 h, ↓ 35 min,
- Czas przejścia znad Popradzkiego Stawu na Koprową Przełęcz: 2:15 h, ↓ 1:45 h.